# Alois Vogel
Alois Vogel (ur. 1 stycznia 1922 roku w Wiedniu, zm. 2 kwietnia 2005) – austriacki pisarz i poeta.

## Życiorys
W 1965 wydawał rocznik "Konfigurationen", w latach 1968–85 czynny w redakcji czasopisma "Alte und moderne Kunst", w lteksatach 1971–92 współwydawca czasopisma "Podium". W 1976 zamieszkał w Pulkau (Dolna Austria).
Dzieła literackie to m.in. Das andere Gesicht (1959), Im Gesang der Zikaden. Gedichte (1964), Zwischen Unkraut und blühenden Bäumen. Gedichte (1964), Jahr und Tag Pohanka (1964), Schlag schatten (1977), Totale Verdunkelung (1980), Pulkauer Aufzeichnungen (1986), Das blaue Haus (1992), Vom austriakischen Ringelspiel und dem prosperierden Weltuntergang (1996).